# Corno di Ban
Il Corno di Ban (3.028 m s.l.m.) è una montagna delle Alpi del Monte Leone e del San Gottardo (nelle Alpi Lepontine) che si affaccia sul Lago del Sabbione.

## Descrizione
Il Corno di Ban si affaccia sulla Val Formazza e si trova a sud della Punta della Sabbia (2957m) e a nord del Pizzo del Vallone (2914m).

## Punti d'appoggio
Il Corno di Ban si affaccia sul Lago del Sabbione, intorno a questo bacino artificiale ci sono diversi rifugi utilizzabili come punto di appoggio e ricovero. Tra questi:
- Rifugio Somma Lombardo.
- Rifugio 3A
- Rifugio Claudio e Bruno
- Rifugio Cesare Mores

### Cartografia
- Istituto Geografico Centrale, Carta dei Sentieri, scala 1:50.000 n.11 Domodossola e val Formazza
- Carta Kompass, Carta Escursionistica, scala 1:50.000 n.89 Parco Naturale Alpe Veglia e Alpe Devero, Valle Antigorio, Val Formazza